# 华源站
华源站位于中华人民共和国江西省南昌市新建区乐化镇，是京九铁路的一座火车站，等级为五等站，距北京西站1421公里，距常平站894公里，本站及相邻上下行区间均为电气化区段。车站建于1984年，现不办理客、货运营业。